# Venatrix funesta
Espèce
Synonymes
- Lycosa funesta C. L. Koch, 1847
- Venator fuscus Hogg, 1900

Venatrix funesta est une espèce d'araignées aranéomorphes de la famille des Lycosidae.

## Distribution
Cette espèce est endémique d'Australie. Elle se rencontre en Australie-Méridionale, en Tasmanie, au Victoria, en Nouvelle-Galles du Sud et dans le Territoire de la capitale australienne.

## Publication originale
- C. L. Koch, 1847 : Die Arachniden. Nürnberg, vol. 14, p. 89-210 (texte intégral).